# Society of Jewish Ethics
The Society of Jewish Ethics (SJE) ist eine akademische Gesellschaft, die die wissenschaftliche Arbeit in der Jüdischen Ethik und die Beziehung der jüdischen Ethik zu anderen ethischen Traditionen fördert.
Die Non-Profit-Organisation wurde 2003 gegründet. Mitglied sind Fakultäten, Hochschullehrer und Studenten an Universitäten, Hochschulen und theologischen Schulen, hauptsächlich in den Vereinigten Staaten.
Zusammen mit der Society of Christian Ethics und der Society for the Study of Muslim Ethics wird in jährlichem Turnus eine Konferenz organisiert. Die SJE ist zusammen mit der Penn State University Herausgeber des Journal of Jewish Ethics.